# Murray Bridge
Murray Bridge ist eine Stadt im australischen Bundesstaat South Australia und liegt etwa 80 km südöstlich von Adelaide.
Benannt ist der Ort nach der 1879 errichteten Straßenbrücke über den Murray River. Von 1886 bis 1927 verlief auch der Schienenverkehr über diese Brücke, bevor eine zweite Brücke parallel dazu gebaut wurde. Heute führt der Hauptverkehr über die fünf Kilometer entfernte Swanport Bridge.
Die Siedlung nahe der Brücke wurde 1883 gegründet und hieß erst Mobilong, dann Edwards Crossing und ab 1924 Murray Bridge. Die Stadt lebt vor allem von Landwirtschaft und hat 16.804 Einwohner.

## Persönlichkeiten

### Hier geboren
- Clyde Robert Cameron (1913–2008), Politiker
- Donald Beaumont Dunstan (1923–2011), Offizier und Gouverneur von South Australia
- Ruby Hunter (1955–2010), Sängerin
- Peter O’Brien (* 1960), Schauspieler
- Alex Bolt (* 1993), Tennisspieler